# Tõnu Tõniste
Tõnu Tõniste, né le 26 avril 1967 à Tallinn (Estonie), est un skipper estonien ayant représenté l'Union Soviétique.

## Biographie
Tõnu Tõniste participe aux Jeux olympiques d'été de 1988 à Séoul et remporte la médaille d'argent dans la catégorie du 470 avec son frère Toomas Tõniste. Lors des Jeux olympiques d'été de 1992 à Barcelone, il concourt dans la même catégorie et remporte la médaille de bronze, toujours en compagnie de son frère.